# 바토리 에르제베트
바토리 에르제베트(헝가리어: Báthory Erzsébet, 체코어: Alžběta Báthoryová 알주베타 바토리오바[*], 슬로바키아어: Alžbeta Bátoriová 알주베타 바토리오바, 폴란드어: Elżbieta Batory 엘주비에타 바토리[*]; 1560년 8월 7일(추정) - 1614년 8월 21일)는 헝가리 왕국 출신의 귀족이며 역사상 가장 유명한 연쇄살인마 가운데 하나로서 후세에는 흡혈귀 전설의 모델이 되었다. ‘피의 백작 부인’이라는 별명을 갖고 있다.

## 생애

### 어린 시절
바토리 에르제베트는 합스부르크 왕조와 비견될 정도로 트란실바니아에서 가장 유서 깊고 유복한 바토리 가 태생이었으며, 폴란드의 스테판 바토리의 질녀에 해당한다. 당시 트란실바니아 공이나 헝가리의 재상은 그녀와는 사촌지간이었다.
당시 유럽의 여러 가문은 막대한 재산과 영지를 잃지 않기 위해 근친혼을 많이 하였는데, 그로 인한 정신이상자나 기형아가 나오는 등 부작용이 많았다. 에르제베트의 경우도 마찬가지로 그녀의 친척 중에는, 악마숭배자(숙부), 색정광(형제) 등이 있었으며 그녀 역시 어릴 때부터 감정의 기복이 심하고 괴팍한 성격을 지녔다고 전해진다. 그리고 14살에는 하인의 아이를 임신했다고 한다.

### 결혼생활
1575년, 15살의 에르제베트는 5살 연상의 헝가리의 나더슈디 페렌츠(Nádasdy Ferenc) 백작과 결혼하였다. 그녀는 남편보다 더 높은 신분에 위치해 있었기 때문에 결혼한 후에도 바토리라는 성을 유지했다. 나더슈디는 오스만 제국과 치른 전쟁에서 헝가리군을 지휘했는데 용맹하기로 유명하였지만 동시에 잔혹하기로도 유명하였다. 두 사람 사이에는 총 다섯 명의 아이가 생겼다. 그러나 전쟁 때문에 남편의 부재가 잦았다. 1602년(또는 1604년)에 에르제베트는 전쟁통에 일찍 남편을 여의어 과부가 되었으며, 이후 자신의 소유지인 슬로바키아 지방의 체이테 성으로 주거지를 옮겼다.

### 구속
현지에 거주하는 루터교 목사가 에르제베트를 수상히 여겨 그녀가 기이한 행각을 벌인다는 소문을 당국에 알렸지만 바토리 가문의 명예를 고려해 수사를 제대로 진행시키지 못한 듯하다. 그러나 얼마 안 가 천한 농부의 딸뿐만 아니라 귀족의 영애에게까지 피해가 미쳤으며 이는 헝가리 궁정에까지 알려지게 된다. 1610년에는 감금당했던 소녀 한 명이 극적으로 탈출하여 당국에 신고하면서 마침내 수사가 본격적으로 실시되었다. 1610년 12월 30일 성 안에 들어간 조사팀은 다수의 시체와 소수의 생존자를 발견했다. 더불어 온갖 종류의 고문도구와 성 주변 여기저기에 매장된 여자 시체 50여 구도 나중에 발견하였다.

#### 구속과 재판
1610년 2월, 체이테 성의 조사가 이루어졌으며, 이듬해 1월 헝가리의 비체에서 그녀에 대한 재판이 열렸지만 에르제베트는 출석하지 않았다. 그녀의 일족들이 탄원서를 제출했고, 그것이 황제의 마음을 움직였기 때문이다. 대신 재판에서는 생존자와 피해자의 가족들의 증언을 토대로 사건과 관련된 시녀나 하인들을 고문한 끝에 수많은 범죄행위를 인정하였다. 고귀한 신분이었던 에르제베트에게는 사형을 면하는 대신 종신금고형이 선고되었으나 그녀의 하수인들은 목이 잘린 후 화형에 처해졌다.

## 죄상
조사에 따르면, 에르제베트는 자신의 젊음과 미모를 유지하기 위해 소녀들 수백 명을 수시로 납치해 차례로 죽인 후, 그 피로 목욕했다고 한다. 에르제베트는 젊은 처녀의 피로 목욕을 하면 젊어질 수 있다고 굳게 믿고 있었다. 
어느날 간질 증상이 일어난 에르제베트는 그녀를 부축하려는 하녀의 팔을 깨물어 뜯었다. 하녀가 고통으로 비명을 지르는 가운데 상처에서 흐르는 피를 보자 그녀의 발작이 멈췄다. 그때부터 에르제베트는 젊은 여자가 비명을 지르며 피를 흘리는 모습을 즐기게 되었다. 체이테 성으로 일하러 들어간 여자들은 두번 다시 돌아오지 않으며, 에르제베트에 의해 피를 쥐어짜인 끝에 성의 정원에 묻히고 만다는 소문이 퍼진 것도 그 무렵부터였다. 그런가 하면 나더스디도 에르제베트의 그러한 잔학한 취미를 알게 되어 살해당한 것이라는 소문이 그 뒤를 이었다.
그러한 소문이 돌아다니고 있었음에도, 체이테 성 주변의 가난한 백성들은 돈과 바꾸기 위해 자신의 딸을 팔아 성 안으로 들여보냈다. 근처 마을로 처녀들을 수집하러 오는 역할은 야노시라는 작은 몸집의 사내가 맡았다. 그리고 에르제베트의 잔혹한 취미를 거든 사람은 일로너라는 추녀와 도르커라는 큰 몸집의 여자였다. 일로너와 도르커는 곡물 저장고로 쓰였던 성 안의 지하실로 처녀들을 데리고 갔다. 그리고 에르제베트가 보는 앞에서 처녀들에게 고문을 가했다. 때로는 에르제베트 자신이 직접 핀으로 찌르거나 칼로 베기도 했는데, 두 여인은 상처에서 흐르는 피를 모아 그것을 에르제베트에게 마시도록 했다고 전한다. 또한 에르제베트는 수십 명의 처녀들을 모아 연회를 베풀기도 하였는데, 연회가 끝나면 그녀들을 모두 알몸으로 벗겨 차례차례 죽인 뒤 그 피를 모두 통 속에 모아, 옷을 벗고 그 안에 들어가 몸을 담그고는 아직 죽지 않은 처녀들의 신음을 들으며 흥분했다는 이야기도 전해지고 있다. 몸상태가 안 좋을 때는 직접 팔이나 가슴, 목을 물어뜯어 생피를 빨아마시고 그 고기를 먹었다고도 전한다.
나중에 귀족 처녀의 피가 더 좋다는 이야기를 들은 바토리는 일종의 귀족 여학교를 설립하여 그곳의 여학생들을 희생자로 삼기도 했다.
에르제베트가 이처럼 죽인 여자의 수는 1,568명이 넘었다. 그녀의 일기에는 1600년부터 1610년까지만에도 모두 612명의 여성을 죽였다고 쓰여있다. 또한 죽이는 방법도 해마다 새롭게 고안되었음이, 그녀가 체포된 후 실시된 체이테 성의 조사과정에서 밝혀졌다. 알몸의 여자를 쇠꼬챙이와 칼날이 달린 새장처럼 생긴 것에 넣으면 도르래를 이용해 들어올린 후 새장에 설치한 칼날을 조여 난자당한 처녀가 피를 쏟게 만드는 기계나, '리오넬'이라는 이름까지 붙인 사람 모양의, 내부가 쇠가시로 가득한 관에 알몸의 여자를 집어넣어 관뚜껑을 닫으면서 피를 짜내거나 복잡한 톱니바퀴가 천천히 돌아가며 몸에서 한 방울의 피도 남기지 않고 짜내는 기계 등도 발견되었다고 한다.

## 그 밖에
에르제베트가 동성애와 흑마법에 손을 댔다는 증언도 있었다고 한다... 이러한 증언을 토대로 ‘피의 목욕탕’이나 ‘철의 처녀(아이언 메이든)’, 흡혈귀 전설로까지 이어졌다고 추정된다.